# Stepnohirsk
Stepnohirsk (în ucraineană Степногірськ) este o așezare de tip urban din raionul Vasîlivka, regiunea Zaporijjea, Ucraina. În afara localității principale, mai cuprinde și satele Lukeanivske și Stepove.

## Demografie
Componența lingvistică a așezării de tip urban Stepnohirsk
     Ucraineană (52,49%)
     Rusă (46,97%)
     Alte limbi (0,14%)
Conform recensământului din 2001, majoritatea populației așezării de tip urban Stepnohirsk era vorbitoare de ucraineană (52,49%), existând în minoritate și vorbitori de rusă (46,97%).